# Teresa Pawłowska (publicystka)

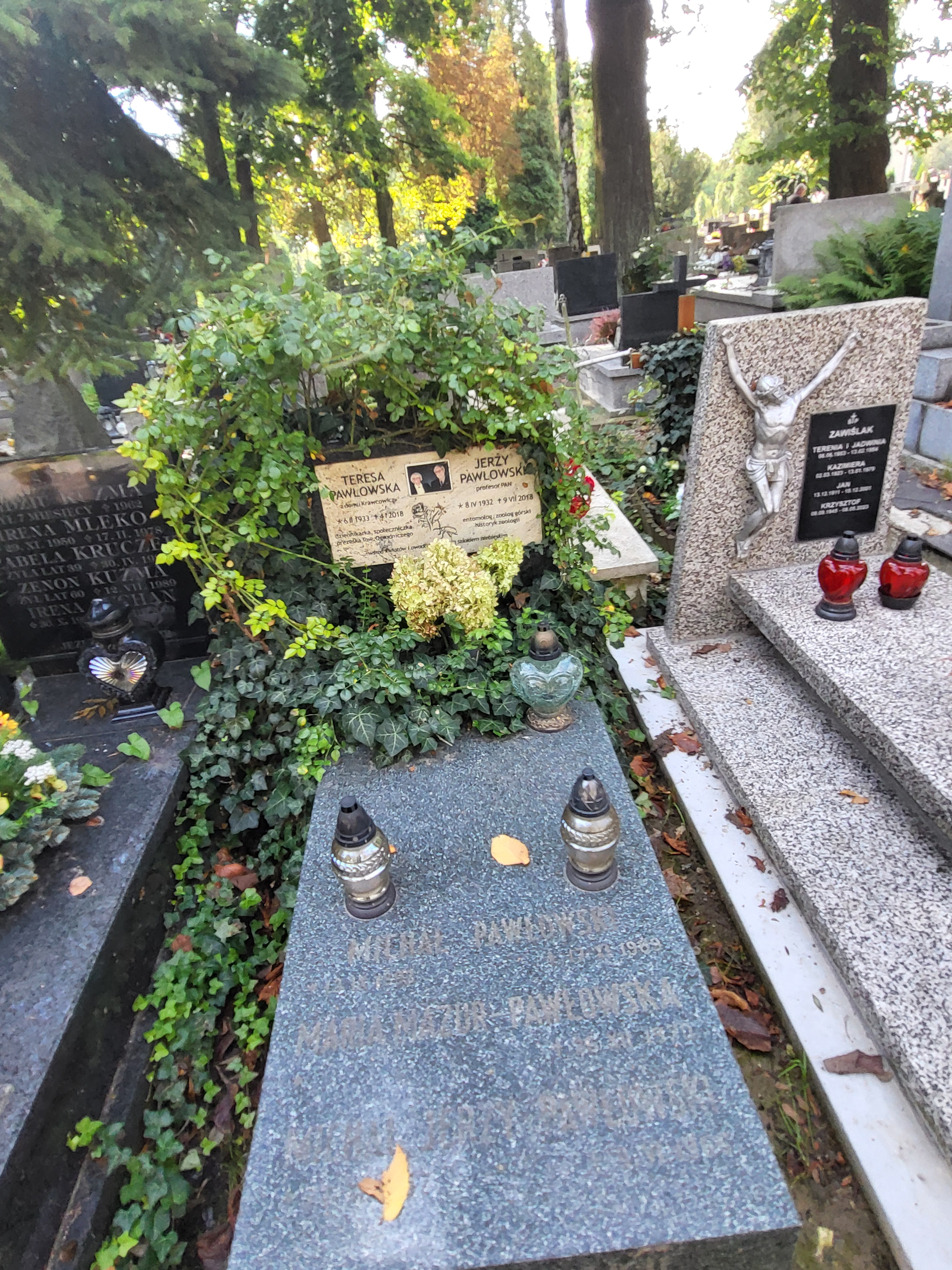
Jerzy Pawłowski i Teresa Pawłowska, grób na Cmentarzu Salwatorskim

Teresa Pawłowska z domu Krawcowicz (ur. 6 lutego 1933 w Warszawie, zm. 4 stycznia 2018) – polska publicystka, dziennikarka i redaktorka prasy ogrodniczej.

## Życiorys
W 1955 uzyskała stopień magistra inżyniera ogrodnictwa na Wydziale Ogrodniczym Szkoły Głównej Gospodarstwa Wiejskiego w Warszawie. Następnie była asystentką kierownika w Zakładzie Roślin Ozdobnych Katedry Roślin Ozdobnych SGGW prof. Stanisława Wóycickiego, a w latach 1959–1965 była pracownikiem Babiogórskiego Parku Narodowego (w tym okresie wykonała między innymi ogród z roślin alpejskich przy budynku BPN w Zawoi). W 1965 osiadła w Krakowie, gdzie pracowała w Miejskim Przedsiębiorstwie Zieleni, a także w Technikum Terenów Zieleni oraz na Wydziale Ogrodniczym Wyższej Szkoły Rolniczej w Krakowie. Była autorką projektu (zrealizowanego, ale nieistniejącego już obecnie) ogrodu z meandrami przy Muzeum Archeologicznym w Krakowie. W latach 1973–1987 była redaktorką miesięcznika Hasło Ogrodnicze, w którym kierowała działem Kwiaciarstwo, zaś w latach 1987–1993 była członkiem redakcji kwartalnika Kwiaty, a po przejściu na emeryturę w latach 1993–2003 jego stałym współpracownikiem. Publikowała również w Przekroju. Była aktywną działaczką Towarzystwa Ogrodniczego w Krakowie, organizatorką wystaw kwiaciarskich i ogrodniczych. Do 2004 roku opublikowała blisko 300 artykułów z kilku dziedzin uprawy i pielęgnacji roślin ozdobnych.
Była żoną Jerzego Pawłowskiego i matką ich trojga dzieci: Michała (1957–1966), Joanny Kongstad (ur. 1958) i Barbary Dziadowiec (ur. 1964).

## Wybrane odznaczenia
- Złoty Medal Towarzystwa Ogrodniczego[1]
- Złota Odznaka Za Zasługi dla Ziemi Krakowskiej[1]
- Złota Odznaka Za Pracę Społeczną dla Miasta Krakowa[1]
- Medal za Długoletnie Pożycie Małżeńskie (2012)